# 슈퍼 점프
《슈퍼 점프》(スーパージャンプ 스파 잔푸[*])는 슈에이샤가 발행하던 일본의 청년 만화 잡지이다.

## 개요
1986년에 《주간 소년 점프》의 12월 20일 증간호로 창간되었으며, 1988년 11월호부터는 월간지로 독립 창간되었다. 1991년 7월부터는 월 2회로 전환되었으며, 2011년 10월 12일 발매된 21·22합병호를 마지막으로 휴간하게 되었다.
후속지인 《그랜드 점프》(월 2회 발간)와 월간지 《그랜드 점프 PREMIUM》은 《슈퍼 점프》와 마찬가지로 월 2회 발간하는 청년 만화지인 《비즈니스 점프》와 합병하는 형태로 창간되었다. 또한 1982년부터 1983년까지 《월간 소년 점프》가 발간한 증간호도 《슈퍼 점프》라는 명칭을 사용하였지만, 직접적인 연관성(연재작품이나 편집체제 계승 등)은 없다.

## 같이 보기
- 주간 소년 점프
- 그랜드 점프